# Angelo Jelmini
Angelo Giuseppe Jelmini (* 3. November 1893 in Muralto; † 24. Juni 1968 in Lugano) war ein Schweizer römisch-katholischer Bischof.

## Leben
Er besuchte das Knabenseminar in Pollegio, dann das Priesterseminar in Lugano. Am 28. Juni 1917 erhielt er die Priesterweihe und wurde Pfarrer in Bodio; ab 1927 war er Direktor des Oratorio maschile in Lugano. Am 16. Dezember 1935 wurde er von Papst Pius XI. zum Titularbischof von Thermae Basilicae ernannt und zum Apostolischen Administrator im Bistum Lugano, Kanton Tessin berufen. 
Der Apostolische Nuntius in der Schweiz, Erzbischof Filippo Bernardini, spendete ihm am 2. Februar 1936 die Bischofsweihe; Mitkonsekratoren waren der Bischof von Sitten, Viktor Bieler, und der Bischof von Chur, Laurenz Matthias Vincenz. Im Zweiten Weltkrieg setzte er sich nach dem Waffenstillstand Italiens mit den Alliierten 1943 für die Hilfe speziell an italienischen und polnischen Flüchtlingen ein. Bischof Jelmini war von 1952 bis 1967 Vorsitzender der Schweizer Bischofskonferenz (SBK).
Angelo Giuseppe Jelmini nahm an allen vier Sitzungsperioden des Zweiten Vatikanischen Konzils teil.
Er wurde in der Krypta der Basilika del Sacro Cuore in Lugano Molino Nuovo beigesetzt.